# 勇者斗恶龙IX 星空的守护者
《勇者斗恶龙IX 星空的守护者》是2009年7月11日在任天堂DS平台上首發的一款游戏。它是堀井雄二设计的《勇者鬥惡龍系列》游戏的第九部作品。游戏由Level-5开发，經Square Enix在日本、任天堂在北美及欧洲发行。游戏主要是围绕多人模式设计而成。
《勇者斗恶龙IX》在日本的銷量（約430萬套）為系列作中最高。2010年5月游戏打破了一项吉尼斯世界纪录——有超过一亿人次通过游戏中的瞬間交錯通訊模式匿名交流。